# Kanal von Sint Andries

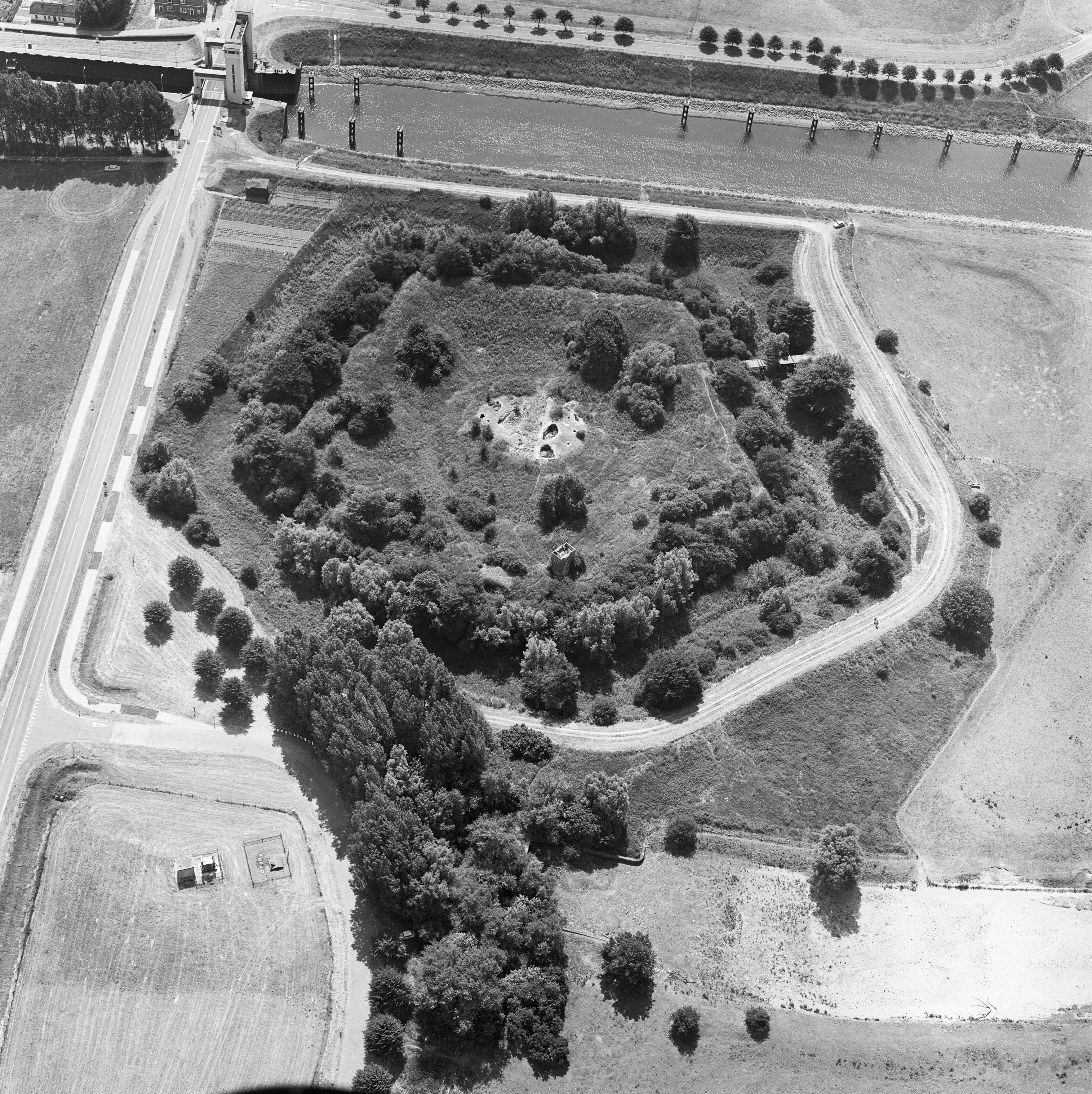
Ruinen der Festung Sint Andries mit dem Kanal am oberen Bildrand

Der Kanal von Sint Andries (niederländisch Kanaal van Sint Andries)  ist ein niederländischer Wasserweg in der Provinz Gelderland. Er ist ein kurzer Verbindungskanal bei Maasdriel zwischen der Maas und dem Rheinmündungsarm Waal.

## Geschichte
Der Kanal im heutigen Gelderland wurde um 1599 von den Spaniern während des Achtzigjährigen Kriegs zusammen mit der Festung Sint Andries als damals größte militärische Festung in den Niederlanden gebaut. Der Kanal trug anfangs die Bezeichnung Schanse Gat, später wurde der Name der nach Kardinal Andreas von Österreich benannten Festung auf den Kanal übertragen. Um 1856 wurde die zuvor freie Durchfahrt durch eine Schleuse im Verlauf des Heerewaardener Abschlussdeichs verschlossen, um bei den verschieden schwankenden Wasserständen der beiden Flüsse einen Querfluss zu verhindern. Nach der Kanalisierung der Maas in den 1930er Jahren musste ein neuer Verbindungskanal angelegt werden, der eine Länge von 2,1 Kilometern und eine Breite von 45 Metern hat. Er verbindet den Flusskilometer 926 der Waal mit dem Flusskilometer 209 der Maas. Die Schleuse überwindet im Sommer einen üblichen Höhenunterschied von 1,5 Metern.